# N'Zi

L'actual regió de N'Zi és la part meridional de l'antiga regió de N'Zi-Comoé, que era conformada per aquesta i Iffou

N'Zi és una de les 31 regions de Costa d'Ivori. Età situat al centre-est del país. La seva capital és la ciutat de Dimbokro i segons el pre-cens de 2015 té una població de 247.578. Juntament amb les regions d'Iffou i de Moronou conformen el Districte dels Llacs.

## Situació geogràfica i regions veïnes
La regió de N'Zi està situada a l'est del centre de Costa d'Ivori.
N'Zi limita amb les regions de Bélier, el Districte de Yamoussoukro i Moronou a l'oest, amb Agneby-Tiassa i La Mé al sud, amb Indénié Djuablin a l'est i amb Iffou i Gbeke al nord.
Dimbokro, la seva capital, està situada a 86 km a l'est de Yamoussoukro.

## Subdivisió territorial
La regió de N'Zi està subdividida en els següents departaments i municipis:
- Departament de Boncanda - 247.578 habitants
  - Bengassou - 22.910
  - Bocanda - 60.183
  - Kouadioblékro - 17.287
  - N'Zékrézessou - 26.549
- Departament de Dimbokro - 91.056 habitants
  - Abigui - 9.015
  - Diangokro - 10.451
  - Dimbokro - 64.957
  - Nofou - 6.495
- Departament de Kouassi-Kouassikro - 29.612 habitants
  - Kuassi-Kouassikro - 23.117
  - Mékro - 6.495

## Infraestructures i transports
La carretera més important de la regió és la A4.